# 묘상

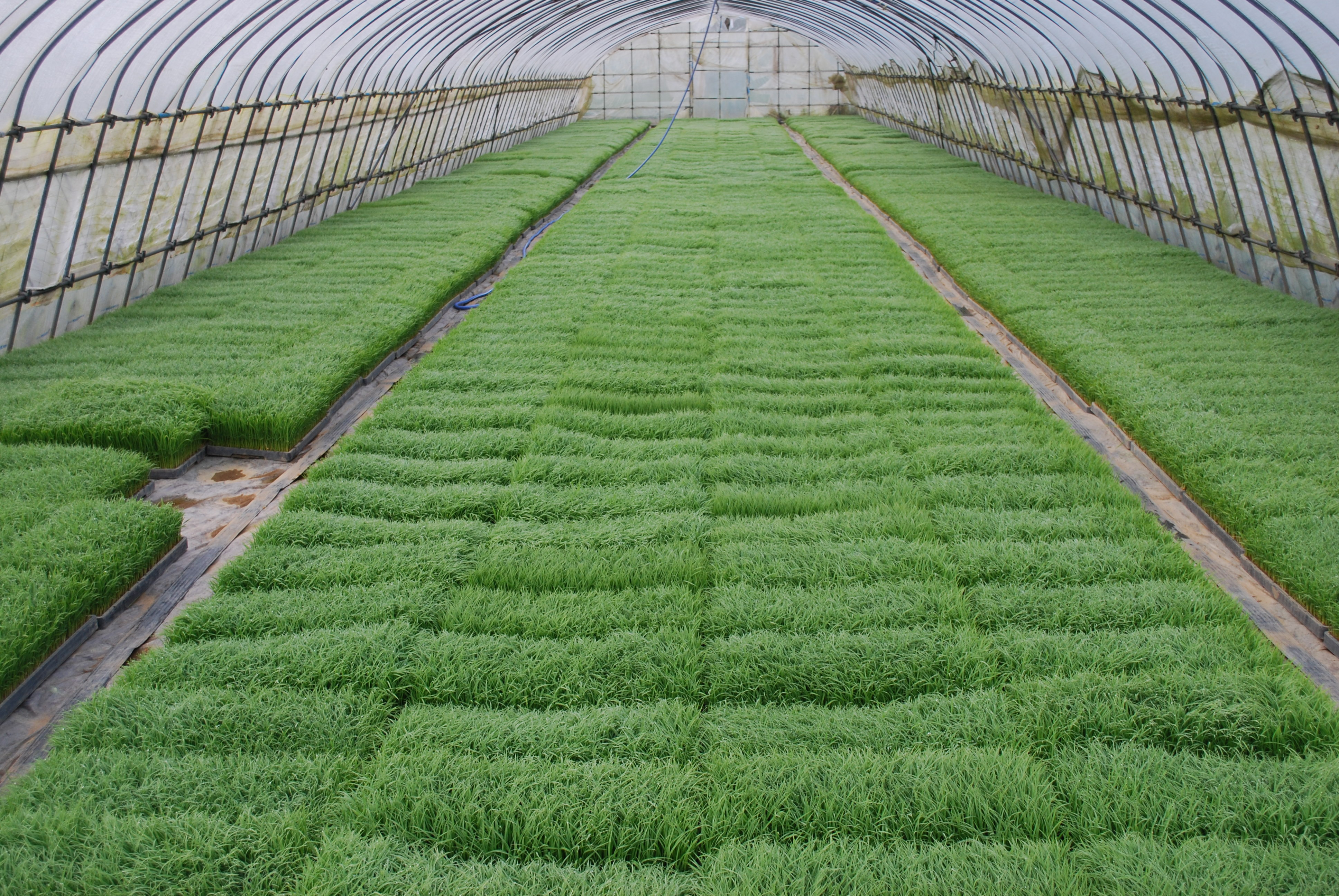

묘상, 모판, 못자리는 종자가 심어지는 지역 토양 환경이다. 종종 이것은 토양뿐만 아니라 정원이나 들판에 이식하기 전에 통제된 환경에서 묘목을 더 큰 어린 식물로 자라게 하는 데 사용되는 특별히 준비된 차가운 프레임, 온상 또는 양상으로 구성된다. 묘상은 발아하는 씨앗의 수를 늘리는 데 사용된다.

## 상토
모판의 상토는 물이 들어가지 않고 매끄러워야 한다. 이러한 특성은 씨앗을 쉽게 심고 최상의 발아를 위해 특정 깊이에 심기 위해 필요하다. 물이 들어있거나 상토에 문제가 있다면 모가 썩는다.
많은 유형의 묘목은 또한 뿌리가 자라기 위한 최상의 조건을 위한 상토가 필요하다.

## 모판 준비
농장 분야의 모판 준비에는 써레와 경운기를 통한 2차 경작이 포함되는 경우가 많다. 주형 쟁기 또는 끌 쟁기에 의한 1차 경작(있는 경우)이 뒤따를 수 있다. 무경운 농법은 나중에 잡초 방제뿐만 아니라 파종 준비를 위한 경운을 피한다.
정원의 묘상 준비에는 종종 갈퀴 및 괭이와 같은 수공구를 통한 2차 경작이 포함된다. 이것은 삽, 곡괭이 또는 곡괭이로 일차 경작(있는 경우)을 따를 수 있다. 회전식 경운기는 1차 및 2차 경작을 모두 처리하는 동력 대안을 제공한다.
묘상 준비에는 다음이 포함될 수 있다.
1. 이물질 제거. 곤충 알과 질병 포자는 종종 식물 파편에서 발견되므로 플롯에서 제거된다. 돌과 더 큰 파편은 물리적으로 묘목이 자라는 것을 방해한다.
2. 레벨링. 사이트는 배수가 고르게 이루어진다.
3. 흙을 파다. 압축된 토양은 굴착에 의해 분해된다. 이렇게 하면 공기와 물이 들어가고 묘목이 토양에 침투하는 데 도움이 된다. 작은 씨앗에는 더 미세한 토양 구조가 필요하다. 갈퀴와 같은 도구를 사용하여 토양 표면을 미세한 입상 구조로 분해할 수 있다.
4. 토양 개선. 퇴비나 토탄과 같은 유기물을 도입하면 토양 구조가 개선될 수 있다.
5. 비료. 토양의 질산염과 인산염 수치는 비료로 조절할 수 있다. 토양에 미량 영양소가 부족하면 미량 영양소도 추가할 수 있다.

묘목은 성인 식물로 자라도록 남겨둘 수 있다.

## 같이 보기
- 벼농사
- 분류:원예
- 개방경지제